# Reed, México insurgente
Reed, México insurgente é um filme mexicano de 1973, dos gêneros drama biográfico e guerra, dirigido por Paul Leduc, com roteiro baseado no livro Insurgent Mexico, de John Reed.
Foi selecionado como representante do México à edição do Oscar 1974, organizada pela Academia de Artes e Ciências Cinematográficas.[carece de fontes?]

## Sinopse
A derrubada do ditador Porfírio Díaz, as revoluções camponesas e o assassinato do presidente Francisco I. Madero sob a óptica do jornalista estadunidense John Reed, simpatizante dos revolucionários e correspondente de guerra para a Metropolitan Magazine de Nova York.

## Elenco
- Claudio Obregón - John Reed
- Eduardo López Rojas - gen. Thomas Urbina
- Ernesto Gómez Cruz - Pablo Seanez
- Juan Ángel Martínez - Julian Reyes
- Carlos Castañón - Fidencio Soto
- Víctor Fosado - Isidro Anaya
- Lynn Tillet - Isabel